# Тевдорадзе Олена Костянтинівна
Єлена Костянтинівна Тевдорадзе (нар. 5 вересня 1938 в Тбілісі) — грузинський політик і громадський діяч, голова державної комісії з помилування при президенті Грузії, правозахисник.
З 1962 року працювала в місті Руставі в середній школі. У 1995—2004 — депутат грузинського парламенту від партії «Єдиний національний рух», очолювала комітет із захисту прав людини . Після працювала заступником міністра Грузії з питань реінтеграції .